# Parque de Samuel Paty
El parque de Samuel Paty (square Samuel Paty) es un espacio verde del V Distrito de París, en Francia.

## Origen del nombre
Lleva el nombre de Samuel Paty (1973-2020), un profesor de secundaria francés, asesinado en el suburbio de Conflans-Sainte-Honorine, periferia de París, a las 17:00 horas del 16 de octubre de 2020. Fue decapitado en un acto de terrorismo islamista.

## Historia
El jardín lleva su nombre oficial desde 2021, por deliberación del Consejo de París.
Fue oficialmente inaugurado el 16 de octubre de 2021 para el aniversario del asesinato.

## Situación y acceso
El jardín está localizado en la plaza Paul Painlevé, entre la Sorbona y el Museo Nacional de la Edad Media de París y constituye el centro geográfico del Barrio Latino (París).
La estación de metro es Saint-Michel (línea  4).

## Galería de imágenes

Square Samuel Paty, París, Francia
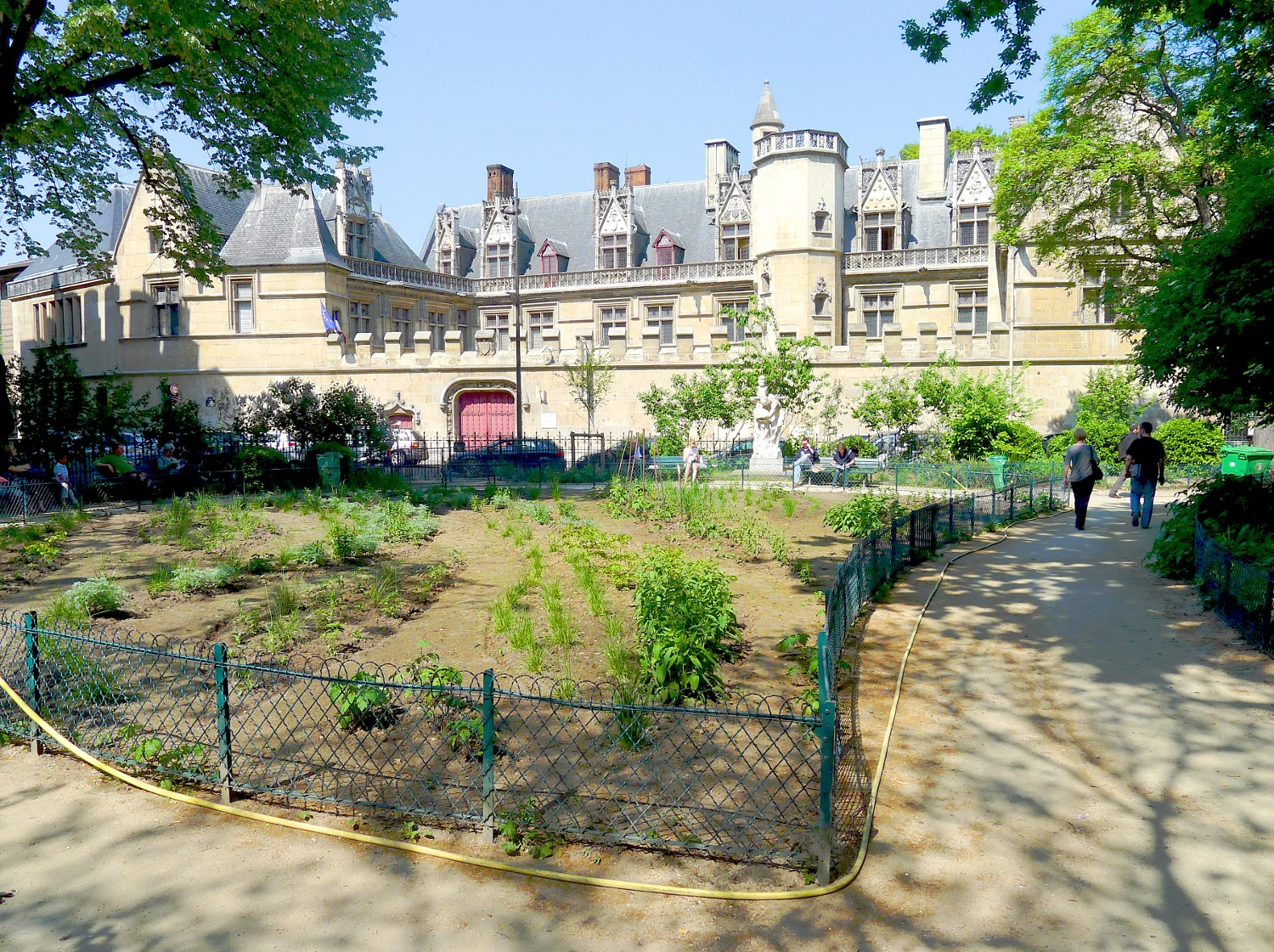
Una de las entrades del parque con el Museo Nacional de la Edad Media de París.
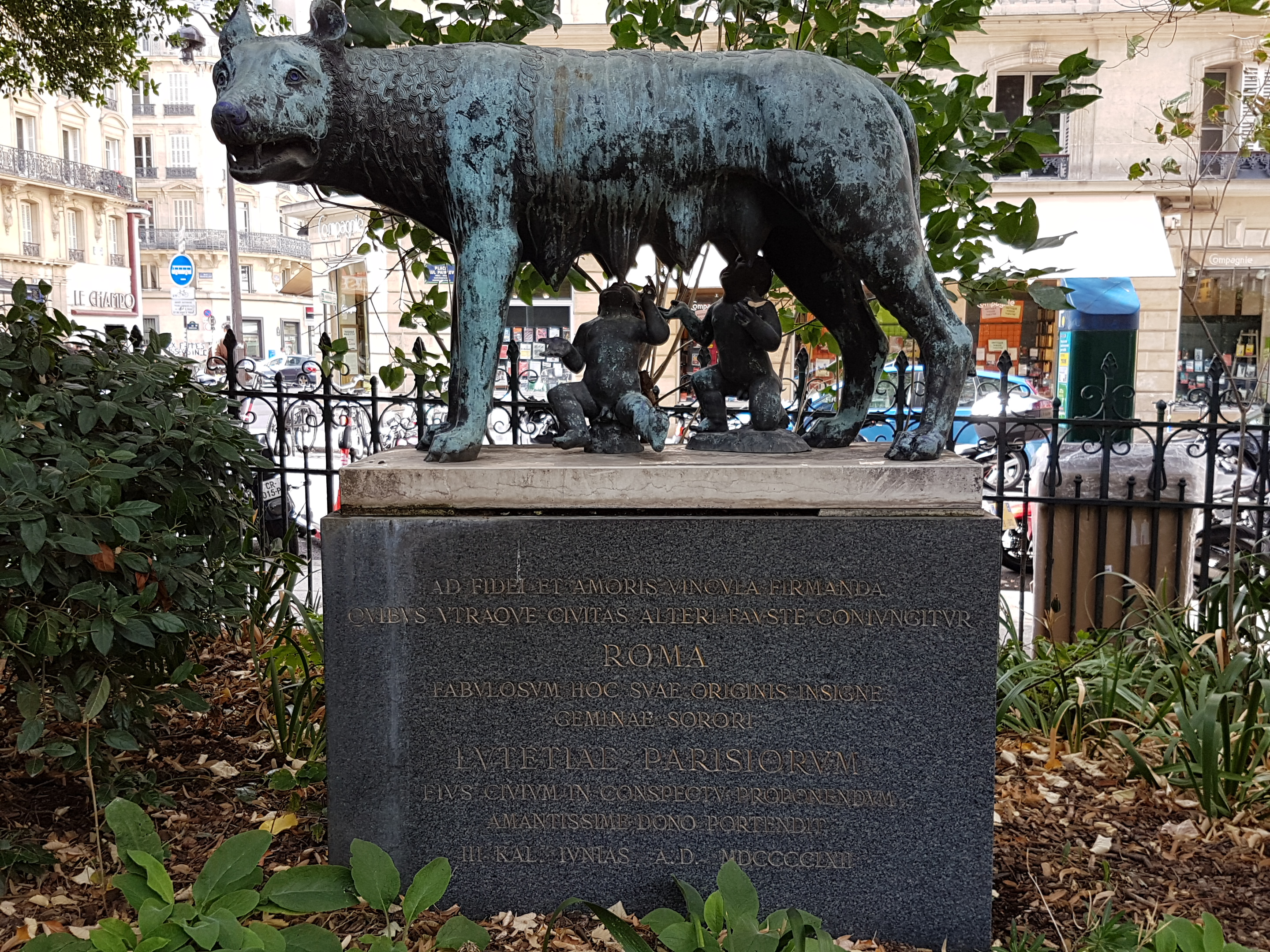
Una de las numerosas esculturas del parque.
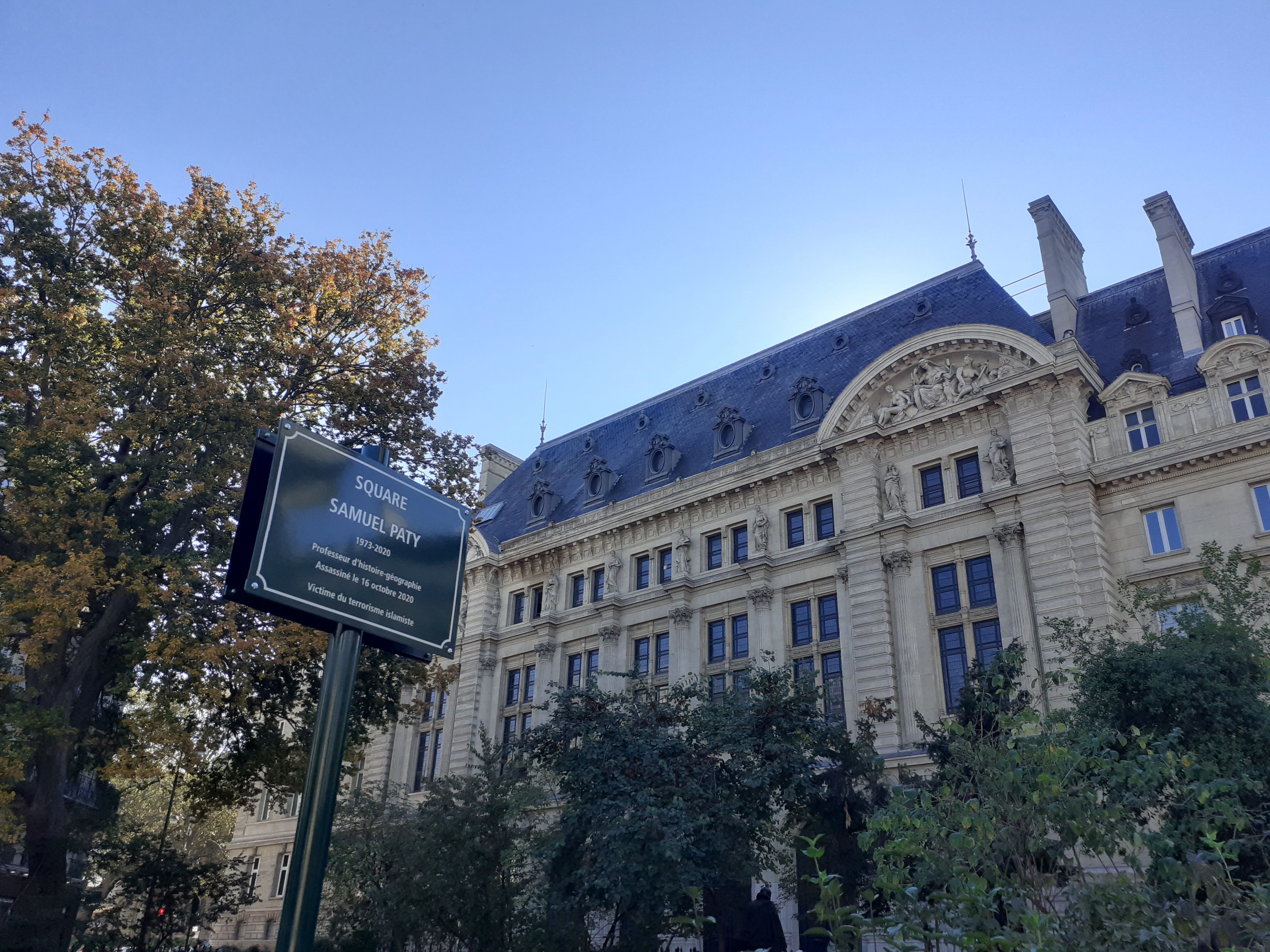
El jardín con la Sorbona al fondo.
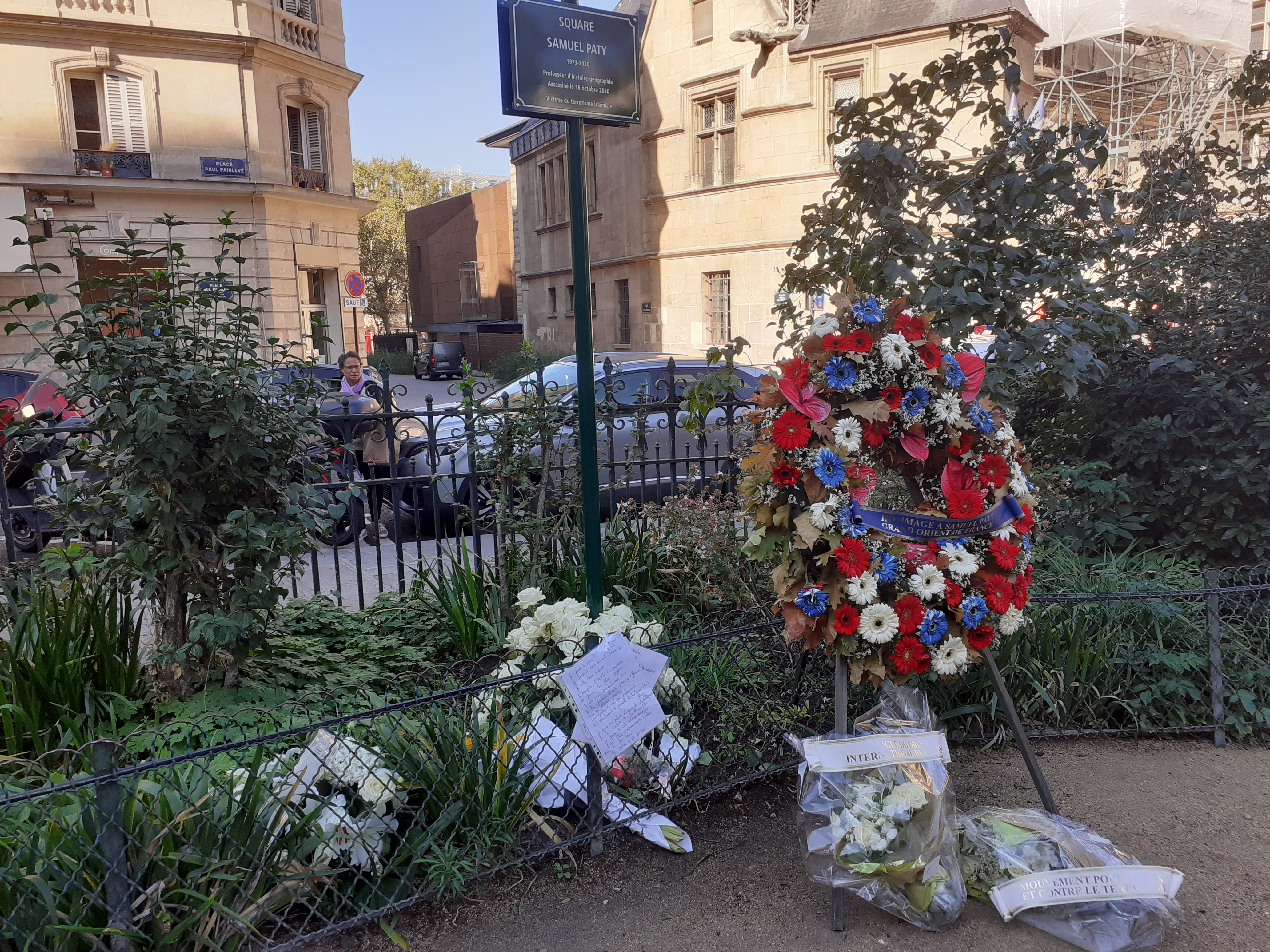
El jardín y las flores del homenaje. Al fondo, los arboles del bulevard Saint-Michel.